# Temnitz (Rhin)
El Temnitz és un petit riu a l'estat federat alemany de Brandenburg. Neix al llogaret de Pfalzheim al municipi de Temnitzquell (= font del Temnitz) i desemboca a Zootzen al Rhin, un afluent del Havel, a la vegada afluent de l'Elba. Té una llargada de quasi 40 km i una conca de 363 km². Quan el 1992 es va crear una mancomunitat de dinou municipis al seu entorn, es va triar el nom de Amt Temnitz, com que el riu és un element central de la nova entitat, que també figura, de manera simbòlica a l'escut del nou amt.

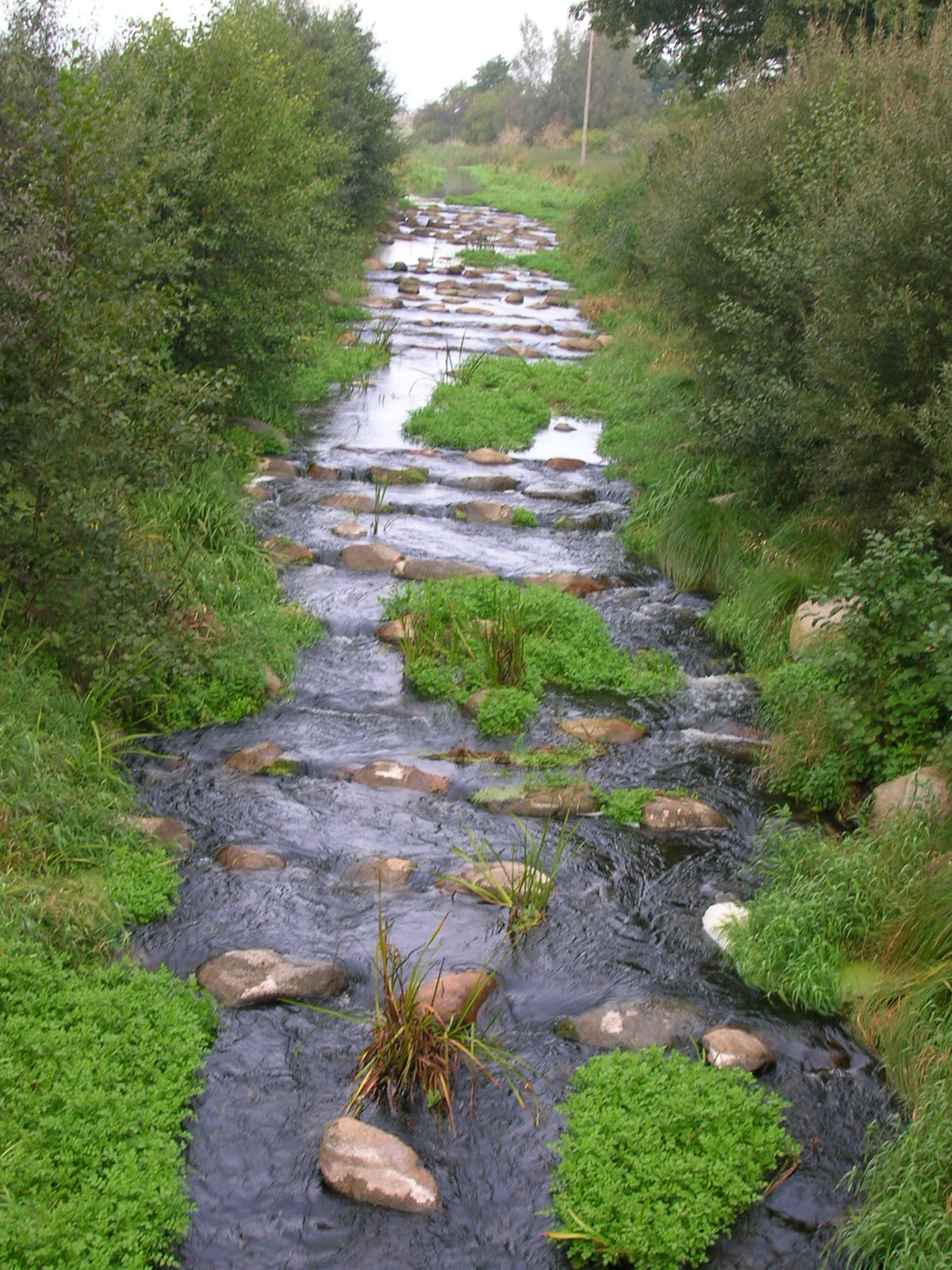
El riu a Garz (Temnitztal)

El nom es origen eslau i significa «aigua fosca». El primer esment Timenize data del 1232. Excepte al curs superior, no queda gairebé res del curs original i els molts meandres. Les primeres rectificacions ja daten del segle xix però la majoria de les obres es van realitzar entre 1950 i 1990. Des del 2018 es prepara un projecte de gestió del riu per protegir la flora i fauna al marc del programa Natura 2000 de la Unió Europea. Al seu curs superior encara hi viu l'Unio crassus, un mol·lusc d'aigua dolça, antany molt freqüent que a molts rius ja és extint, una espècie animal d'interès comunitari per a la conservació de les quals és necessari designar zones especials de conservació.

## Afluents[3]
- Landwehrgraben
- Rohrlacker Graben
- Landgraben
- Strenk